# Attagenus antennatus
Attagenus antennatus es una especie de coleóptero de la familia Dermestidae.

## Distribución geográfica
Habita en la península ibérica (España), Egipto, Túnez  y Argelia.